# Blepharida xochipala
Blepharida xochipala là một loài bọ cánh cứng trong họ Chrysomelidae. Loài này được Furth miêu tả khoa học năm 1998.